# Drosophila senei
Drosophila senei är en tvåvingeart som beskrevs av Vilela 1983. Drosophila senei ingår i släktet Drosophila och familjen daggflugor.
Artens utbredningsområde är Brasilien.